# Novamute
Novamute, stylisé novamute, ou Novamute Records (anciennement NovaMute), est la filiale du label discographique britannique Mute consacrée à la musique électronique, active entre 1992 et 2005.

## Histoire
La création de Novamute en tant que sous-label de Mute Records au début des années 1990 se base sur l'idée d'établir la musique du mouvement techno émergeant en Europe au Royaume-Uni, en utilisant les ressources humaines et structurelles de la maison mère. Parmi les premiers musiciens à avoir signé avec Novamute, il y a notamment les DJ et producteurs Richie Hawtin, Luke Slater et Emmanuel Top, déjà connus à l'époque.
Cette première phase de publication de Novamute se termine en 2005, à la suite de changements personnels et structurels. Le directeur de l'époque s'installe à Berlin et la nouvelle société mère EMI Group de Mute Records a montré peu d'intérêt pour de nouvelles publications, le domaine des maxi-singles ne faisant pas partie de ses domaines d'activité préférés.
Lors de la deuxième phase de publication du label, à partir de 2017, motivé par l'intention de Miller de relancer Novamute et de combler ce qu'il considère comme un manque sur le marché, un EP est à nouveau publié, en collaboration avec le producteur Nicolas Bougaïeff, qui s'intitule Cognitive Resonance. Au cours des années suivantes, d'autres musiciens rejoignent Novamute. C'est ainsi que Terence Fixmer, entre autres, contribue à l'élargissement du catalogue musical avec le maxi-single Dance of the Comets, la deuxième sortie après le relaunch,.